# ممبری، دوون
ممبری (به انگلیسی: Membury) یک روستا و محله مدنی در بریتانیا است که در East Devon واقع شده‌است. ممبری ۵۰۱ نفر جمعیت دارد.